# Markarjansche Kette

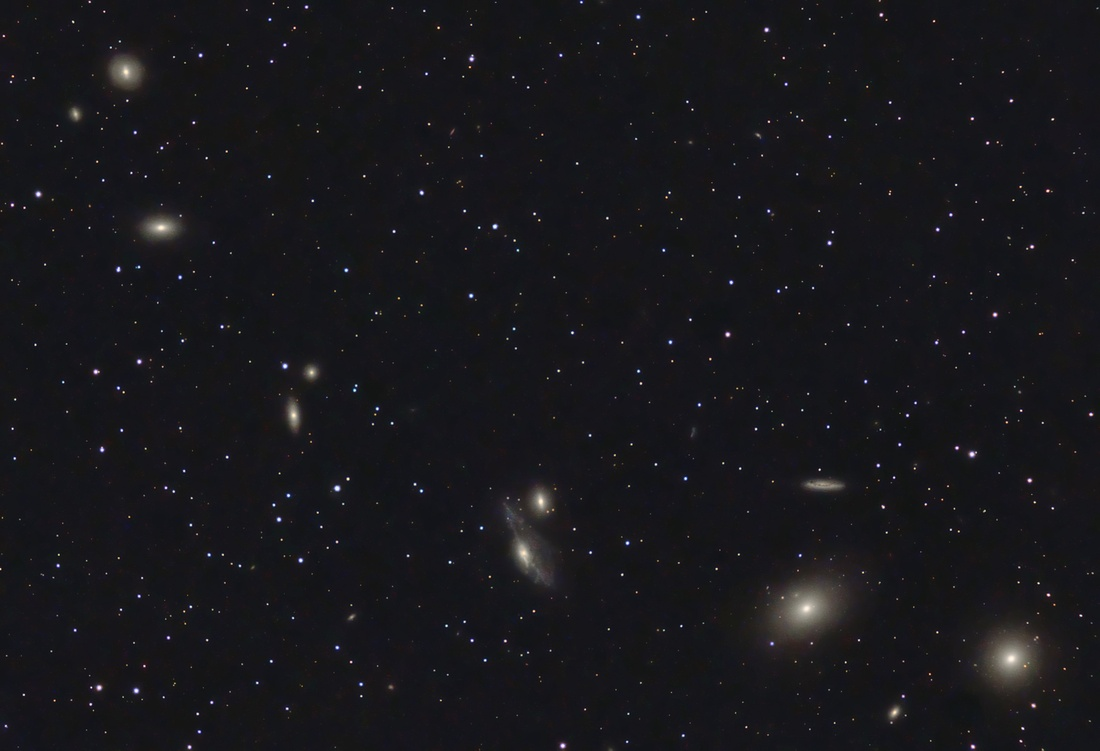
Die Markarjansche Kette
(25. April 2008)

Die Markarjansche Kette ist eine Ansammlung von Galaxien im Virgo-Haufen, die die Form einer leicht gekrümmten Kurve hat. Sie ist nach dem Astrophysiker Benjamin Markarjan benannt, der sie in den 1970er Jahren intensiv beobachtete.
Zur Markarjanschen Kette im engeren Sinne gehören die Galaxien M 84 (NGC 4374), M 86 (NGC 4406), NGC 4435, NGC 4438, NGC 4461, NGC 4473 und NGC 4477. Von manchen Autoren werden auch weitere Galaxien wie NGC 4458 dazugerechnet.
Die Galaxien NGC 4438 und NGC 4435 werden auch als Markarjans Augen bezeichnet.
Außer NGC 4406, die sich der Erde mit einer Radialgeschwindigkeit von etwa 244 Kilometer/Sekunde nähert, entfernen sich die anderen Galaxien mit Geschwindigkeit von 70 bis 2200 Kilometer/Sekunde von der Erde.

## Astronomische Daten
Die Galaxien der Markarjanschen Kette liegen in einem Bereich mit den Himmelskoordinaten um die Rektaszension 12h 28m und die Deklination +13° 10′, die Ausdehnung beträgt etwa 1,5 Grad.
| Name           | Rektaszension | Deklination  | Radialgeschw. (km/s) | Rotverschiebung | Helligkeit (visuell) |
| -------------- | ------------- | ------------ | -------------------- | --------------- | -------------------- |
| NGC 4374 (M84) | 12h 25m 03,7s | +12° 53′ 13″ | 1060                 | 0,003536        | 9,2                  |
| NGC 4406 (M86) | 12h 26m 11,7s | +12° 56′ 46″ | −244                 | −0,000814       | 8,9                  |
| NGC 4435       | 12h 27m 40,5s | +13° 04′ 44″ | 801                  | 0,002672        | 10,8                 |
| NGC 4438       | 12h 27m 45,6s | +13° 00′ 32″ | 71                   | 0,000237        | 10,0                 |
| NGC 4461       | 12h 29m 03,0s | +13° 11′ 02″ | 1931                 | 0,006441        | 11,1                 |
| NGC 4473       | 12h 29m 48,9s | +13° 25′ 46″ | 2244                 | 0,007485        | 10,2                 |
| NGC 4477       | 12h 30m 02,2s | +13° 38′ 11″ | 1355                 | 0,004520        | 10,4                 |